# Tennis Club Juventus
El Tennis Club Juventus, también conocido como Tennis Juventus o como Juventus Torino fue un club de tenis italiano con sede en la ciudad de Turín. Fue parte del grupo deportivo organizado dentro de la Juventus – Organizzazione Sportiva S.A. que dirigió las actividades polideportivas desarrolladas por el club de fútbol Juventus entre los años 1920 y 1940.

## Historia
Fundado en 1923 por voluntad del entonces presidente de la Juventus Edoardo Agnelli, su sede principal se encontraba dentro del estadio del equipo de fútbol ubicado en Corso Marsiglia. En 1942 se trasladó al entonces Corso IV Novembre, donde se construyó la primera cancha de tenis de Italia, absorbiendo mientras tanto a la sociedad Nord Tennis. Se adjudicó el campeonato masculino de Serie A1, en aquella época la principal competición de clubes del país organizada por la Federación Italiana de Tenis (FIT), en los años 1927, 1947 y 1948, además del campeonato absoluto por equipos en 1946, por lo que fue uno de los principales exponentes de la disciplina en la escena nacional tras la Segunda Guerra Mundial.
Dirigido durante los años 1930 y 1940 del siglo XX por el exfutbolista Giuseppe Hess y renombrado Circolo Tennis Juventus siguiendo el proceso de italianización establecido por el régimen fascista, recuperando su antiguo nombre luego de la Segunda Guerra Mundial; la sección tenística – la única sección polideportiva todavía activa – terminó, el 1 de julio de 1949, después de la liquidación de la Juventus O.S.A., bajo el auspicio de la Società Iniziative Sportive (S.I.S.), una asociación deportiva turinesa presidida por el empresario y director deportivo Ferruccio Novo; fue reconstituida y administrada como una organización independiente bajo el nombre de Sporting Club hasta 1966, año en que se fusionó con el Circolo «La Stampa» dando vida al Circolo della Stampa – Sporting.

## Tenistas
Entre los tenistas más prestigiosos que defendieron los colores del Tennis Club Juventus se encuentran Pier Giovanni Pietra, Emanuele Sertorio, Mario Sertorio, Gianni Cucelli y Carlo Sada.

## Palmarés
- Campeonato masculino de Serie A1 FIT (3):

1927, 1947, 1948.
- Campeonato italiano absoluto por equipos FIT (1):

1946.